# VTM 2
VTM 2 ist ein flämischer Fernsehsender von DPG Media, der auch VTM betreibt, den ersten Privatsender Belgiens.
VTM 2 ging 1995 als Ka2 auf Sendung und wurde später in Kanaal 2 beziehungsweise KANAALTWEE umbenannt. Zum 28. August 2016 wurde der Name des Senders, der nach eigenen Angaben der viertgrößte flämische Fernsehsender mit einem Marktanteil von 10 % ist, in Q2 geändert. Dies geschah in Anlehnung an den Radiosender Q-music, der ebenfalls zu Medialaan gehört.

## Programm
- Ben 10: Alien Force
- Big Brother
- Bones – Die Knochenjägerin
- Burn Notice
- Charmed – Zauberhafte Hexen
- Chuck
- Covert Affairs
- Damages
- Dennis, belgische Sitcom
- Dr. House
- Expeditie Robinson
- Futurama
- Glee
- Greek
- How I Met Your Mother
- Lie to Me
- Merlin
- Modern Family
- My Name is Earl
- Nip/Tuck – Schönheit hat ihren Preis
- One Tree Hill
- Smallville
- Stargate – Kommando SG-1
- Terra Nova
- The Big Bang Theory
- The Closer
- The Shield – Gesetz der Gewalt
- Two and a Half Men
- Will & Grace
- Without a Trace – Spurlos verschwunden